# Paipa
Paipa (originalmente Villa de San Miguel Arcángel de Paipa) es un municipio colombiano situado en el centro-oriente de Colombia, administrativamente se encuentra en la provincia de Tundama del departamento de Boyacá. Es el sexto municipio más poblado de Boyacá, después de Tunja, Sogamoso, Duitama, Chiquinquirá y Puerto Boyacá. En este municipio se encuentra el principal aeropuerto del departamento, el Juan José Rondón. En el plano económico, se destaca como uno de los principales centros turísticos de Boyacá.
Paipa es una población turística por excelencia, famosa por sus aguas termales a las que se atribuyen beneficios terapéuticos, por la bondad de su clima y la belleza de sus paisajes. Además de estas características, Paipa es conocida por productos típicos como la almojábana, Queso Paipa, regañonas de Palermo y el pan de yuca
Es considerado el municipio boyacense con mejor infraestructura hotelera del departamento, además por su tranquilidad y ubicación es perfecto para buscar descanso y recreación, lo mismo que para la realización de congresos y seminarios. De ahí recibe su denominación como 'Capital Turística de Boyacá.'

## Toponimia
Significado de Paipa: Pa, en lengua muisca, es ‘varón’, ‘benefactor’, ‘señor’ o ‘padre’. Dos veces Pa debía significar ‘patrón’, ‘gran señor’ o ‘protector’.

## Ubicación

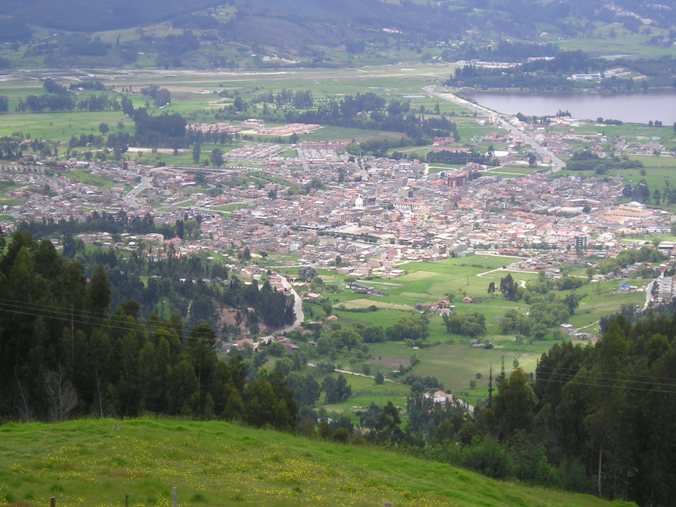
Vista del área urbana de Paipa.

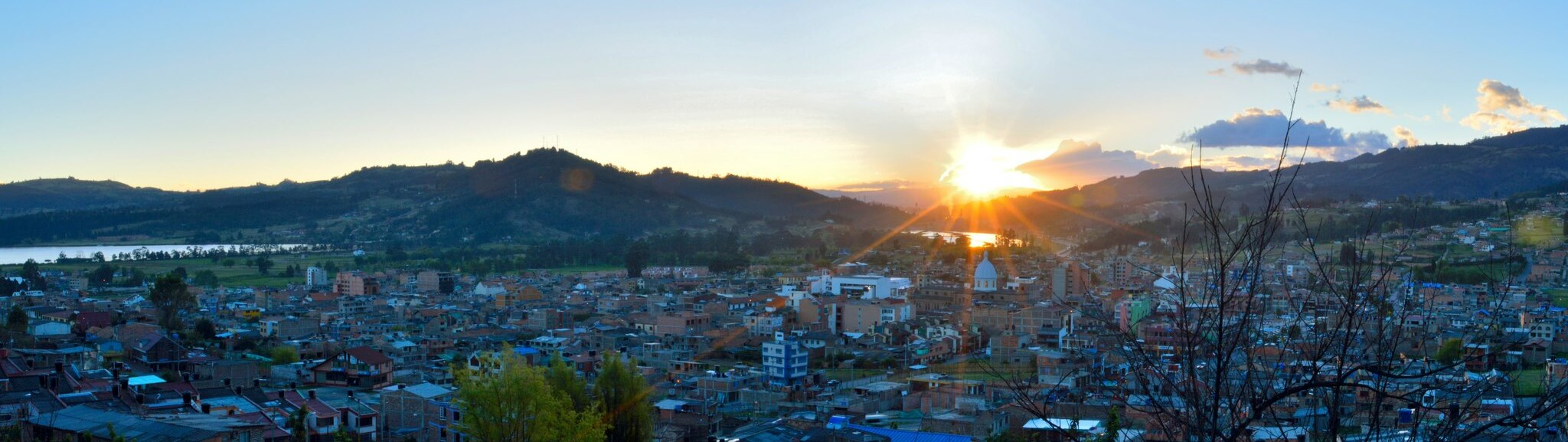
Panorámica desde uno de los cerros paipanos.

Está situada sobre la Troncal Central del Norte, a 15 km de Duitama ciudad donde esta la gobernación de la región del Tundama, y a 179 km desde Bogotá. Es la ciudad turística del departamento y se destaca por sus aguas termales, sus reservas naturales (entre las cuales sobresale «Ranchería»), y por sus hermosos paisajes paramosos.
El municipio de Paipa está localizado en la parte centro-oriental del país y noroccidental del departamento de Boyacá, sobre la Cordillera Oriental de Colombia, a 2525 m s. n. m.. Dista aproximadamente a 184 km de Bogotá y a 40 km de Tunja. Abarca una extensión de 30 592,41 ha, y presenta una temperatura promedio de 13 °C.

## Historia
En 1537 el mariscal Gonzalo Jiménez de Quesada, teniendo noticia de la existencia de un templo dedicado al sol, con mucha riqueza, en Sogamoso, determinó marchar a ese sitio. El 3 de septiembre salió de Tunja y caminó tan aprisa que llegó temprano al pueblo de Paipa; allí dispusieron pasar la noche y tomando de mañana, a poco se hallaron, antes de mediodía, en la tierra del Tundama, y al anochecer llegaron a su destino produciéndose el incendio del Templo del Sol.
En 1539 Baltasar Maldonado, enviado apaciguar al Tundama y quiso cerrarle los caminos de aprovisionamiento, para obligarlos a rendirse por inanición. Vano empeño, porque los sogamosos y los paipas, tácitos aliados del Tundama, por trochas y veredas sólo de ellos sabidas, y a favor de la noche, le hacían llegar a este todo género de avíos y suministros. Se presentó la batalla más sangrienta de cuantas se haya tenido noticia en la época, el 15 de diciembre en el sitio del actual Pantano de Vargas.
Por sus servicios a la causa de la conquista, el 14 de julio de 1547, el capitán Gómez de Cifuentes, quien llegara con Jiménez de Quesada, como soldado de caballería, recibió del presidente Diez de Armendáriz la denominada «encomienda», conformada por 800 pobladores naturales de Paipa, junto con Saquencipá y Soconsuca. De igual forma, en 1596 se le confiere la encomienda de Bonza a Pedro Núñez de Cabrera con 231 indígenas.
Pero Paipa urbana data del 19 de febrero de 1602 declarada por Luis Enríquez como un centro de adoctrinamiento en el lugar donde hoy se ubica la Plaza principal. Basados en el modelo clásico de retícula española que consistía en un espacio central o plaza central y vías perimetrales paralelas espaciadas con regularidad y cruzadas por otras dispuestas en forma similar permitiendo una organización clara de los elementos cívicos, religiosos y administrativos localizados en sus cuatro costados y conformado por predios repartidos para la iglesia, casa cural, casa del gobernador y caciques, confirmación de resguardos rurales y preceptos de autoridad. La primera construcción de ese mismo año fue la iglesia, en teja de barro, cimientos en piedra, muros en tapias en una planta de 30 varas de largo y 11 de ancho, en el mismo sitio donde se levanta la catedral hoy en día.
En 1755 Paipa asciende al rango de corregimiento, figura que ya podía ejercer funciones policivas y de justicia penal, conlleva el recaudo del fisco real en su jurisdicción y otros pueblos circunvecinos. el 4 de noviembre de 1755 es nombrado don Ignacio de Caicedo como el primer corregidor de Paipa. En 1758 designan a Juan Avellaneda, Miguel de Lara y Esteban Rodrìguez como los primeros alcaldes de Paipa.
Hacia 1760 Basilio Vicente de Oviedo describía a Paipa así: "El curato del pueblo de Paipa está en un ameno y deleitoso llano, de temperamento templado y saludable, distante 4 leguas y media jornada de Tunja, por llano hacia el Norte, con muy buena iglesia y bien ornamentada; la casa del cura, de tapia y teja, y muy buena huerta de manzanas, repollos, etc. Tendrá 200 indios y más de 400 vecinos blancos, con bien fácil y cómoda administración. Fabrican muchos tejidos de lana y tienen muchas ovejas, así los indios como los vecinos blancos; tiene razonable mercado un día cada semana, que parece, es el domingo. Produce, de todos los frutos de tierra fría en abundancia: trigo, maíz, papas, etc. Produce buenas primicias al párroco, a quien rentará este curato anualmente 1200 pesos, es de primer orden y es de los curatos apetecidos."
En 1778, se demarcan por primera vez los linderos del Municipio de Paipa en ese entonces los resguardos de Paipa, Bonza y Sativa.
En la Insurrección de los comuneros (año de 1781), los paipanos acudieron capitaneados por Juan Félix de Alvarado, Miguel de Lara y Pedro Nieto.
En la independencia el papel de Paipa fue muy importante, pues Barreiro, de Firavitoba, pasando por El Espartal y Cuatro Esquinas, llegó a Paipa el domingo 18 de julio de 1819, en la tarde. Un escuadrón de caballería fue a hacer un reconocimiento sobre Bonza, de donde huyeron unos cuantos de sus enemigos que se aproximaron a apoderarse del puente. El día 20, Simón Bolívar se estacionó en Duitama y como Barreiro permanecía en Paipa, comenzaron escaramuzas de lado para provocarse mutuamente, seguros los ibéricos de su superioridad, pues creían que el invierno (llovía fuertemente todos los días) había diezmado a sus rivales; comenzaron en esos días a fabricar balsas de sauces para cruzar el río Chicamocha. Para cortar el avance de los realistas, el ejército patriota siguió hacia el Pantano de Vargas, donde se presentó la batalla y cuando todo estaba perdido, Juan José Rondón atacó y lo siguieron sus catorce lanceros, trepando con furor; la infantería enemiga por lo escarpado de los cerros se había desordenado y no pudieron resistir, pues estos valientes caballeros sorprendieron al enemigo en el filo de una montaña, cuando subían, mientras ellos ya bajaban; seguidamente atacaron los demás colombianos para provocar el desorden enemigo y con ello el triunfo patriota aquel memorable 25 de julio de 1819.
Como el primer suceso que conllevó a Paipa a “Ciudad Turística”, es la llegada de los primeros especialistas en 1825, para realizar el análisis de la composición del agua salina. Pero es en 1852 cuando el gobierno central comienza a interesarse por las riquezas naturales y envía una comisión geográfica dirigida por el general Agustín Codazzi.
La construcción de la iglesia central en el parque Jaime Rook, comienza en el año 1906 y termina de construirse en 1920. Hacia finales de 1930 y principios de 1931 llega de Bogotá el primer tren de pasajeros. Con el conocimiento de su riqueza natural de aguas termo-minerales, se construyen las piscinas municipales en 1938 dando inicio a la conformación de su complejo turístico que en 1955 se refuerza con la construcción del lago Sochagota.

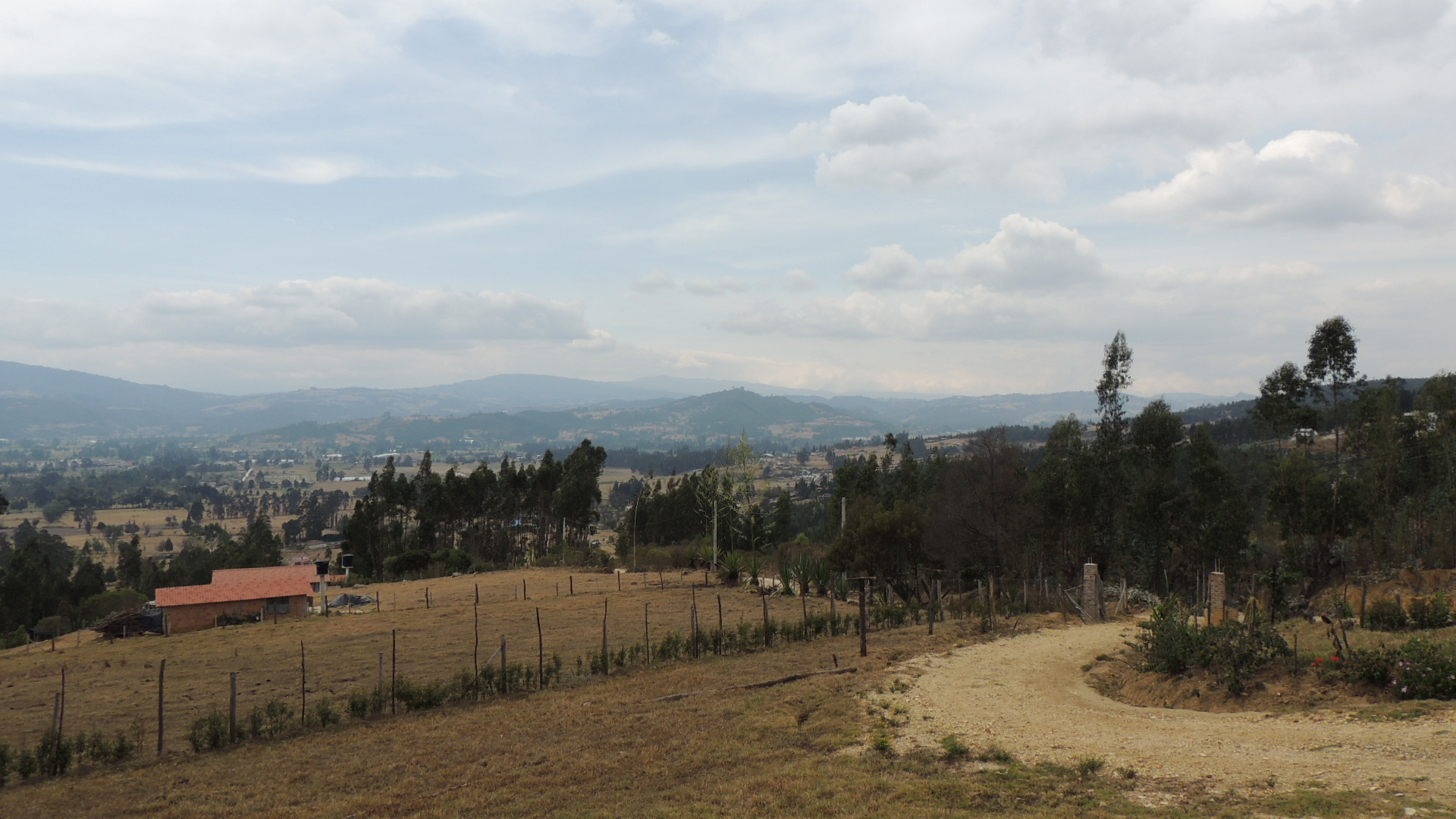
Vereda de Paipa.

## División Político-Administrativa
Además de su Cabecera municipal. Paipa tiene bajo su jurisdicción los siguientes Centros poblados:

### Palermo
Palermo es un corregimiento que está ubicado en el norte del municipio, es un centro poblado a 31 km del casco urbano de Paipa por vía pavimentada y carreteable, atravesando la reserva de ranchería, se pueden observar ecosistemas como páramo, variadas cascadas como la de la Venta de hasta 50 metros de altura, numerosos grupos de bosques de robledales y la fauna y flora nativa.
El recorrido desde el centro de Palermo hasta el cerro de la Muela es exigente, con fuerte ascenso. Desde la cima del cerro hay un mirador donde se puede apreciar la cadena montañosa que separa a Boyacá de Santander.

### Pantano de Vargas

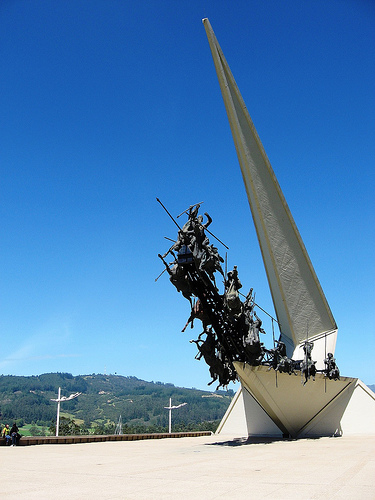
Pantano de Vargas, donde se gestó la batalla de los catorce lanceros que llevó a la libertad de Colombia.

Lugar conmemorativo donde se realizó la batalla del Pantano de Vargas el 25 de julio de 1819, decisiva para la independencia. El pantano de Vargas está adornado por el monumento en conmemoración a los lanceros obra del escultor Rodrigo Arenas Betancur.

## Sitios turísticos
Entre ellos se encuentran la reserva natural de Ranchería, el Pantano de Vargas, el Parque principal Jaime Rook, la Catedral de Paipa, el corregimiento de Palermo, La Playa, piscinas Olitas (agua de manantial), piscinas municipalesy la casona El Salitre.

### Lago Sochagota

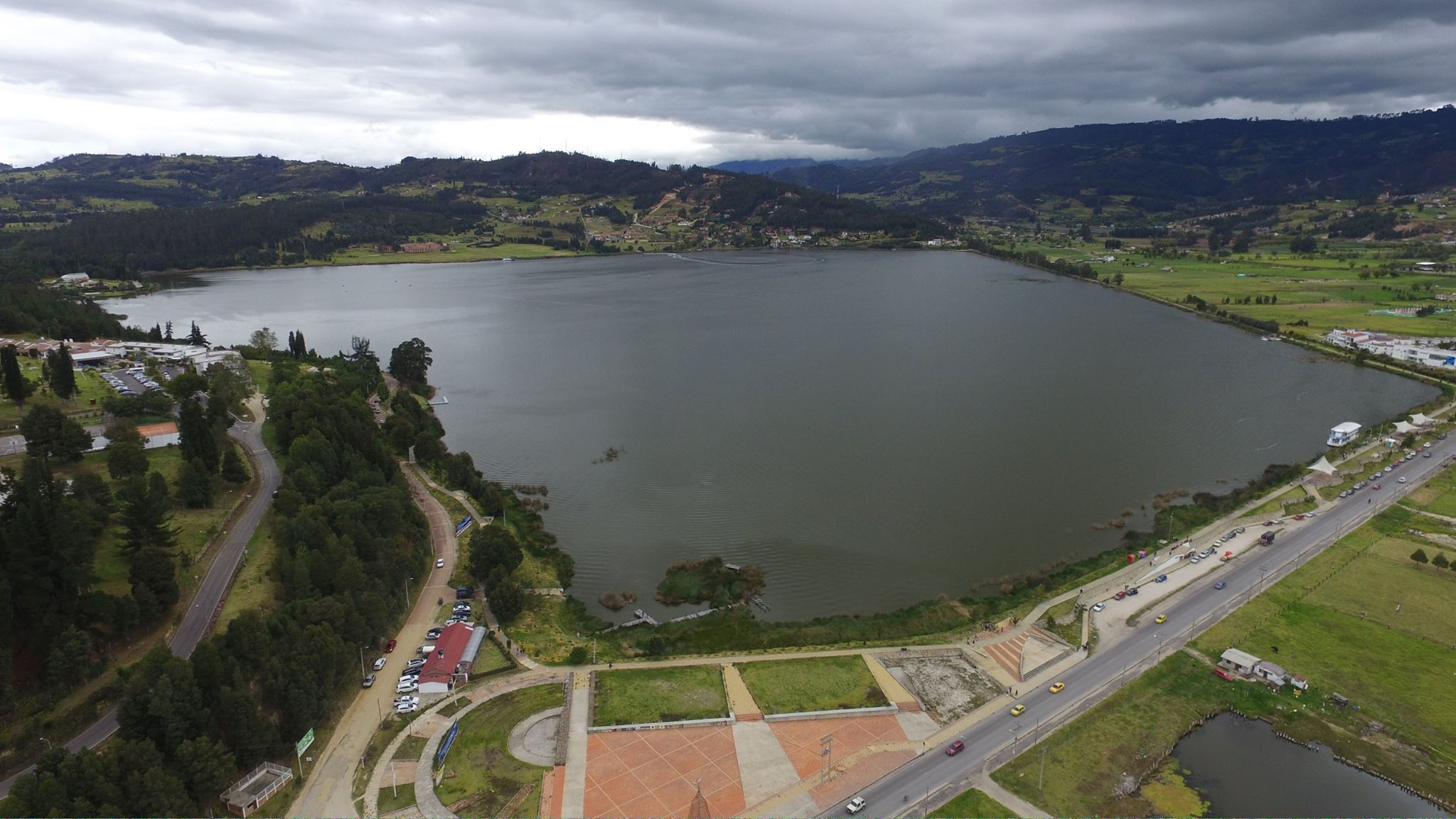
Vista del lago Sochagota.

Es un sitio muy popular entre los colombianos del centro del país, que empieza a ser conocido por visitantes extranjeros .
La idea de construir el lago fue de Emiro Fonseca Franky, en 1955 siendo gobernador el coronel Olivo Torres y con la ayuda del presidente Gustavo Rojas Pinilla, el Estado construyó la obra. El lago ocupa una superficie de 1,6 km, con un volumen de agua almacenada de 4 500 000 m³ y 3 m de profundidad. Es abastecido por la quebrada El Salitre y otros afluentes menores localizados al occidente del lago.
Alrededor del lago Sochagota se encuentran ubicados importantes hoteles de la región donde turistas y visitantes corporativos de diversas ciudades del país visitan durante sus periodos vacacionales e importantes empresas se convocan para desarrollar reuniones de toda índole, pero especialmente de planeación estratégica y eventos de reconocimiento a sus empleados. Los hoteles más reconocidos son el Hotel Sochagota ubicado en el costa occidental del lago y el Hotel Estelar Centro de Convenciones en el costado sur.

### Concha acústica

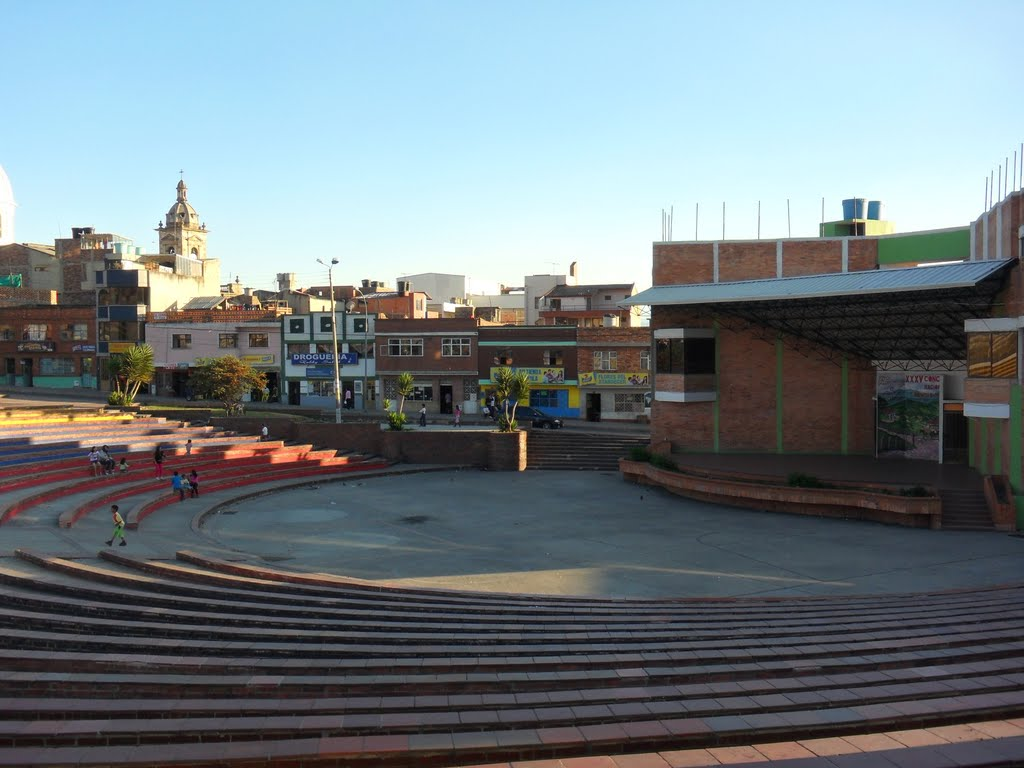
Concha acústica donde se realiza el concurso nacional de bandas.

La concha acústica al aire libre donde se celebra el concurso nacional de bandas musicales, así como eventos deportivos, cívicos y culturales.

### Parroquia de San Miguel Arcángel
Fue erigida como parroquia el 7 de septiembre de 1777. En 1906 se empezó a construir la actual parroquia iniciando por su fachada de orden barroco la cual fue hecha en su mayoría en piedra de tipo coralina. Sobre los años 1930 se da inicio a la construcción del cuerpo actual que fue terminado en 1956 y fue inaugurada el 8 de diciembre del mismo año con la participación del presidente Gustavo Rojas Pinilla. La iglesia es de distintos estilos: su fachada es barroca, su interior es estilo neoclásico con columnas de orden corintio con capiteles de orden románico y arcos de medio punto. Los bordes de los arcos están resaltados con laminilla de oro al igual que los capiteles. En el fondo del cuerpo hay una cúpula de estilo neoclásico dándole altura a la iglesia.

### Hacienda El Salitre
Es una casa colonial, joya de la arquitectura del siglo XVII, posee capilla, plaza de toros y pintorescos balcones; hoy es hospedería.

### Aguas termales de Paipa
La aguas termales constituyen un complejo de aproximadamente 5 ha e incluye un número de piscinas públicas y privadas, además de instalaciones deportivas, tiendas y cafeterías. El agua viene del un lago subterráneo cuyas aguas brotan en ese sitio y de donde se envía por tuberías a varios establecimientos del sector.

### Ruta Ranchería-Chorro Blanco
Ranchería es una Reserva Natural Ubicada a 13 km vía Paipa - Palermo. Tiene una extensión de 900 ha y de allí proviene el agua que alimenta el sistema de acueducto y alcantarillado de la ciudad. Hay varios senderos que la atraviesan dada su extensión. Uno de los recorridos más reconocidos es el ascenso siguiendo el cauce de la quebrada Chorro Blanco, con su cascada de 10 m de altura.

## Cultura

### Literatura
En Paipa nació el político, abogado, periodista y literato Armando Solano, quien escribió una obra literaria de la ciudad que se llamó, Paipa mi pueblo y otros ensayos, en él se retrata los sentimientos de amor que sentía hacia Colombia y el pueblo que lo vio nacer, también hace pequeñas reseñas históricas que cuentan la historia local con algunos recursos gráficos y fotografías viejas del pasado. 
Nada hay en mí, en lo moral ni en lo intelectual; nada en mi corazón ni en mi espíritu, que a ti no lo deba, bendita aldea donde duermen mis padres y donde mis hijos fueron incorporados al mundo. Si amo a mi patria con tan hondo fervor, es porque ella es una prolongación de tus paisajes y de tus hazañas guerreras. Si amo al pueblo, es porque comencé a sentir y hablar, en diálogo con tus dulces campesinos, azotados por el hambre y por el menosprecio. Por ti, aldea bendita, pueblo socarrón y valiente, ciudadela de libertad, que mandaste espontáneamente al campamento tus mejores hijos con sus bienes, a sacrificarse por el derecho, sigo siendo fiel a mis ideas y a la consigna emancipadora, que sobre tus verdes praderas han recibido tantos holocaustos. Y si alguna tragedia hubo en mi vida, es la de no haber logrado consagrarte el canto que inspira y merece toda tu nobleza campesina, hecha de austeridad, de gracia y de energía batalladora. Paipa, 27 de noviembre de 1943.
Es menester mencionar que en 2003, con la colaboración de varios autores, la alcaldía municipal de Paipa sacó su obra literaria, Paipa: Historia y memoria colectiva. Con la colaboración de varios autores y ciudadanos de la zona, se obtuvieron descripciones y fotos históricas del municipio que datan del siglo XX, donde se retrata una Paipa antigua, que albergó alguna vez, al libertador Simón Bolívar, durante la batalla del pantano de Vargas, 13 días antes de la batalla que garantizó el éxito de la Campaña Libertadora de Nueva Granada en Tunja.

Algunas otras obras literarias están enfocadas en la cultura musical de la ciudad, pues son guías turísticas en donde se representan los varios Concursos Nacionales de Bandas Musicales en la concha acústica de la ciudad. 

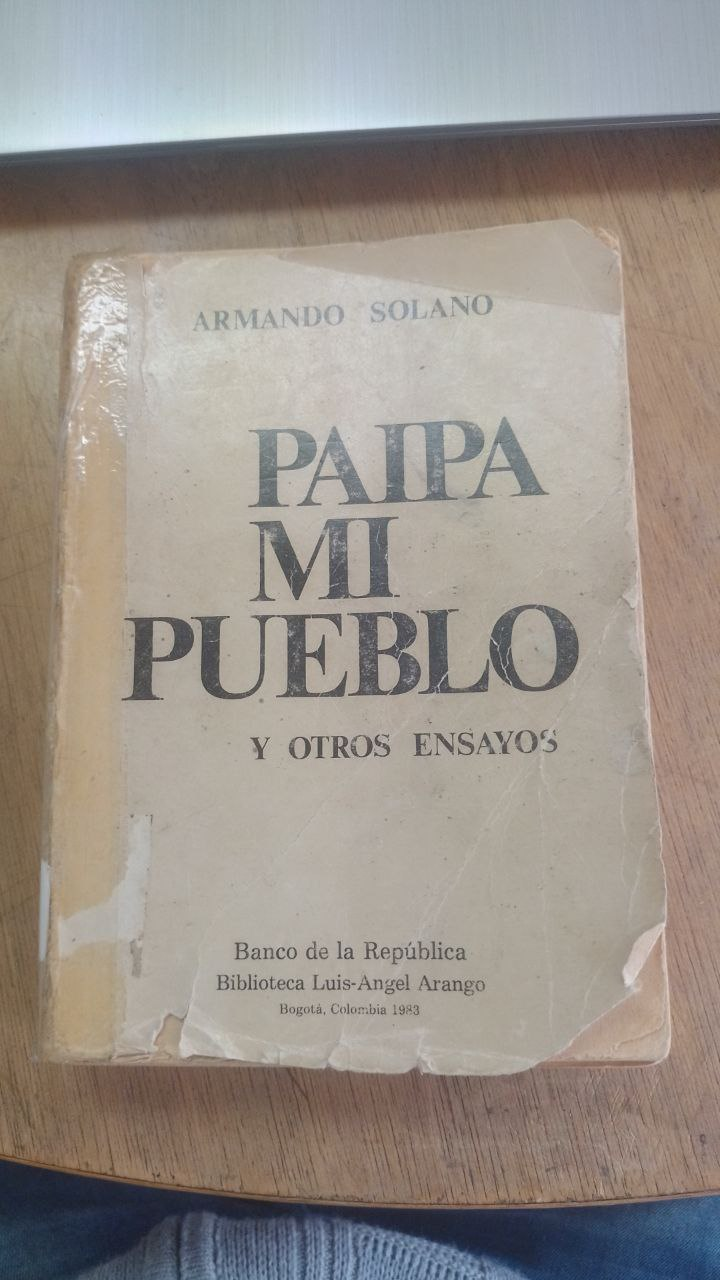
En imagen, libros físicos encontrados en la biblioteca municipal de Paipa: Paipa mi pueblo y otros ensayos.
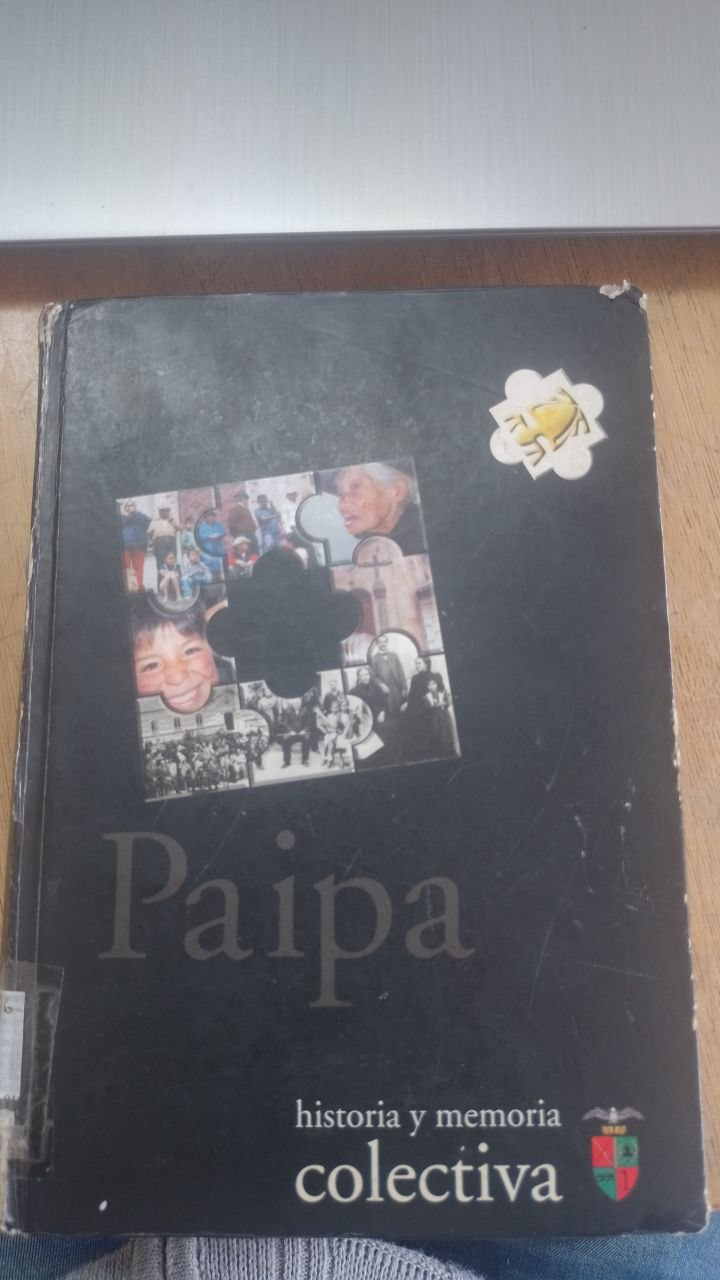
En imagen, libros físicos encontrados en la biblioteca municipal de Paipa: Paipa, historia y memoria colectiva.
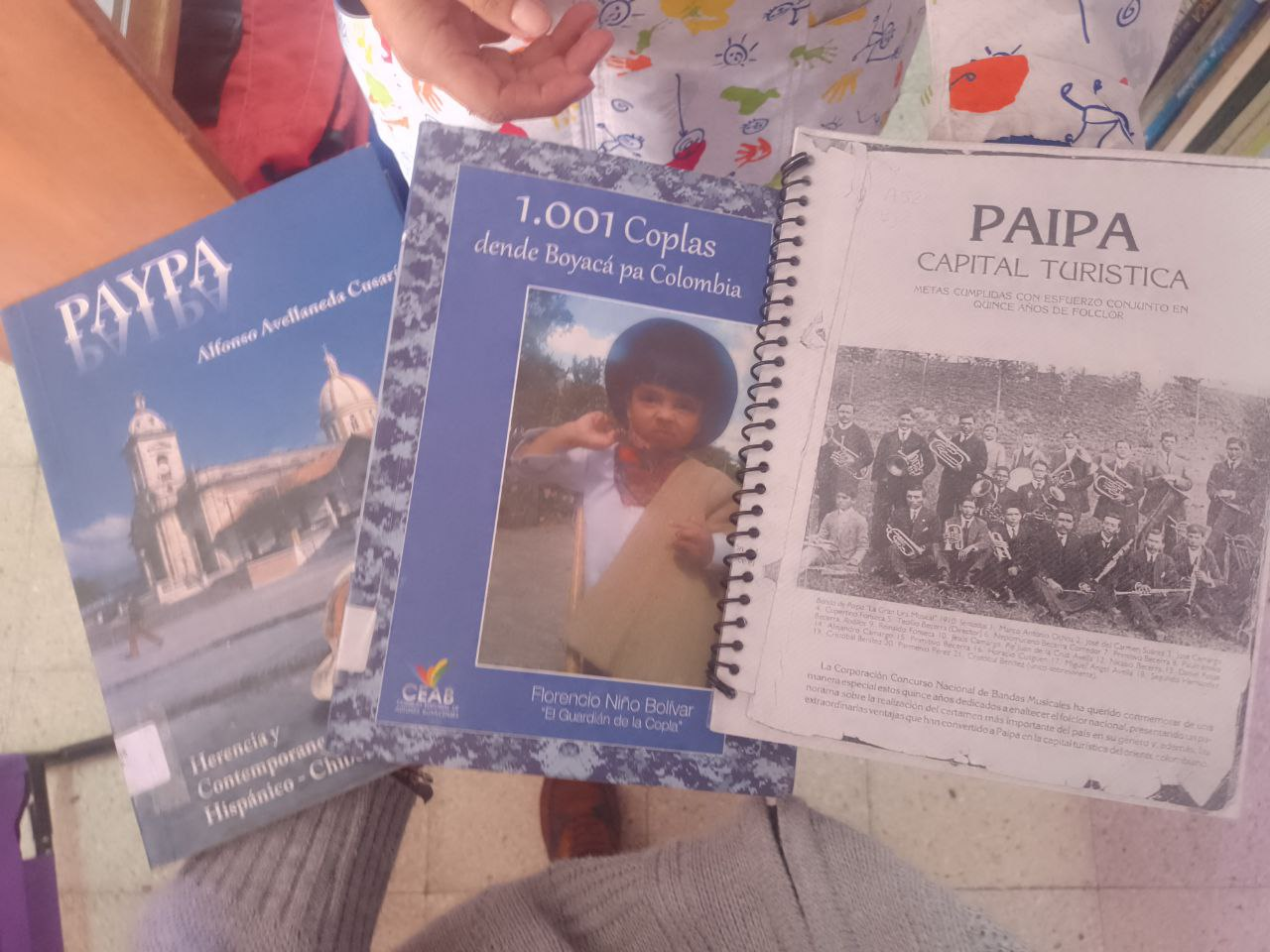
En imagen, libros físicos encontrados en la biblioteca municipal de Paipa: Paypa, 1001 Coplas de Boyacá para el mundo, Paipa, Capital Turistica.

### Concurso Nacional de Bandas Musicales
El Concurso Nacional de Bandas en Paipa es el escenario propicio para descubrir nuevos talentos musicales y de esta forma nuevos programas departamentales de bandas en el país. Este es el principal evento de bandas que se realiza en el país, ya que cuenta con la mayor participación de artistas en escena reunidos en un mismo lugar. El festival cuenta con diferentes categorías las cuales están determinadas así:
- Categoría juvenil.
- Categoría mayores.
- Bandas fiesteras y/o populares.
- Bandas especiales.
- Categoría universitaria y/o profesional.

El Concurso de Bandas nació en 1975 cuando se llevó a cabo su primera edición Nacional, dirigida por una Junta informal, que se eligió para el efecto. En 1979 cobró vida Jurídica con la creación de CORBANDAS, y desde entonces hasta la fecha, es la entidad rectora del Concurso. En 1975 inició con categoría única de Bandas y ocho agrupaciones concursantes; hoy en día cuando se apresta a organizar la XLV versión ininterrumpida del certamen (del 23 al 26 de septiembre de 2019) cuenta con cuatro categorías de Bandas Juveniles, Mayores, Especiales y Universitaria y/o Profesional, con una participación de 30 agrupaciones musicales por año. En la fase competitiva el certamen tendrá dos escenarios principales: La Concha Acústica «Valentín García» y el Auditorio del Hotel Sochagota de Paipa.

### Festival Nacional de la Ruana y el Pañolón, la Almojabana y el Amasijo
Este festival rinde homenaje a las prendas tradicionales de Paipa: la ruana y el pañolón, y a las tradicionales técnicas de esquilado de las ovejas e hilado manual que se han preservado por medio de la tradición oral en el departamento. Además de realizar una muestra textil, en el evento se promueven las diversas manifestaciones del folclore boyacense como las artesanías, las danzas tradicionales y la gastronomía. La programación incluye diversas actividades como el Reinado de Ovejas, el Concurso de Esquilado, el Fashion Artesanal, el Concurso del Comelón de Almojábanas, el Encuentro de Danzas Folclóricas y el Concurso de las Hilanderas.
El Festival es un evento autóctono de aceptación internacional en donde se congregan cientos de visitantes alrededor del abrigo de las cuatro puntas, gorros, bufandas, guantes y todo tipo de artículos elaborados con lana de oveja virgen, los cuales son compartidos al calor de una aguapanela con queso Paipa, almojábanas, pan de yucas, y otros amasijos que permiten disfrutar a las familias de todo el país, de este importante evento como ante sala a la semana mayor.

### Gastronomía
QUESO PAIPA
El queso Paipa es un queso tradicional colombiano elaborado a partir de leche de vaca entera y pasteurizada, sin la adición de aditivos químicos. Su producción se concentra principalmente en los municipios de Paipa y Sotaquirá, en el departamento de Boyacá, en la región andina de Colombia. Este queso se caracteriza por tener una textura semidura, un sabor ligeramente ácido, un aroma lácteo y un color amarillo pálido que se intensifica con la maduración. Generalmente se presenta en bloques o cilindros de pequeño tamaño y su proceso de elaboración sigue métodos artesanales transmitidos de generación en generación, lo que conserva su autenticidad y valor cultural.
En reconocimiento a sus características únicas, profundamente ligadas al entorno geográfico, al saber hacer tradicional y a factores climáticos propios de la región, el queso Paipa recibió en 2011 la Denominación de Origen Protegida (DOP) otorgada por la Superintendencia de Industria y Comercio (SIC) de Colombia. Esta certificación establece que solo los quesos producidos en las zonas definidas de Paipa y Sotaquirá, y siguiendo los procesos tradicionales específicos, pueden comercializarse bajo el nombre "queso Paipa". La DOP busca proteger no solo el producto, sino también fomentar el desarrollo local, preservar las prácticas culturales y garantizar la calidad para los consumidores.
El queso Paipa forma parte del patrimonio gastronómico colombiano y ha sido objeto de promoción en ferias, concursos y eventos nacionales e internacionales. Su consumo es común tanto fresco como maduro, y es apreciado en diversas preparaciones culinarias o como acompañamiento en tablas de quesos.

## Servicios públicos
- Energía Eléctrica: Empresa de Energía de Boyacá (EBSA), es la empresa prestadora del servicio de energía eléctrica.
- Gas Natural: Vanti es la empresa distribuidora y comercializadora de gas natural en el municipio.